# Doença de Darier

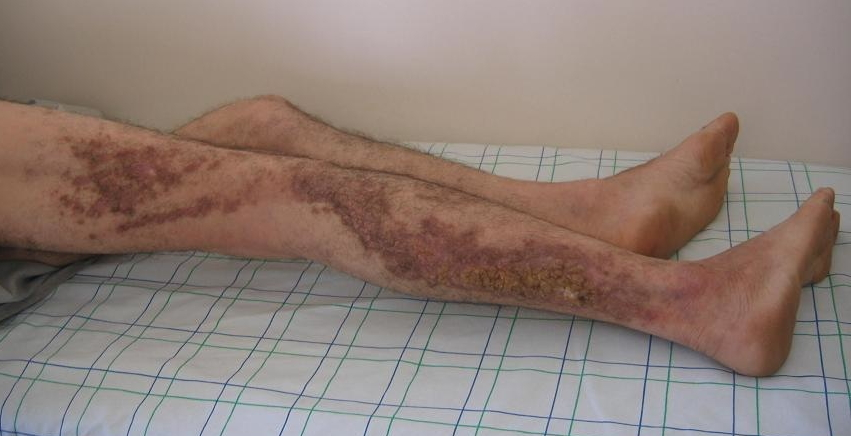
Doença de Darier

A Doença de Darier é uma disfunção genética descoberta pelo dermatologista francês Ferdinand-Jean Darier.
A doença consiste em uma erupção cutânea teimosa que normalmente afeta o tórax,umbigo, pescoço, orelhas e testa, mas pode se desenvolver em outras áreas do corpo